# Gustaf (tecknad serie)
Gustaf (engelska: Garfield) är en amerikansk tecknad serie skapad 1978 av Jim Davis, ursprungligen som en dagsstripp. Serien handlar om en fet, lat och cynisk katt som älskar lasagne, TV och att bråka med hunden Ådi. Gustafs och Ådis husse heter Jon Arbuckle. Det engelska namnet Garfield är taget från Jim Davis farfar James Garfield Davis, som i sin tur var namngiven efter den före detta amerikanska presidenten James Garfield.
Serien har gett upphov till tre TV-serier, två spelfilmer och tre direkt till videofilmer.
6 augusti 2019 meddelade New York-baserade ViacomCBS att de hade köpt upp Paws, Inc, som inkluderar rättigheterna till Gustaf-franchisen (serierna, varor och animerade serier). Detta inkluderar inte rättigheterna till Gustaf-filmerna som ägs av Walt Disney Company som köpte upp 20th Century Studios, Jim Davis kommer att fortsätta producera serierna och en ny animerad serie är under produktion för ViacomCBS dotterbolag Nickelodeon.

## Bakgrund
Gustaf debuterade 19 juni 1978 (vilket också är katten Gustafs födelsedag). Under tiden då serien endast gjordes som seriestripp i tidningar ändrades Gustafs beteende med tiden, han blev mer mänsklig och mindre kattlik. Under denna tid började Gustaf även gå på två ben och serien fick en starkare prägel av sitcom-situationer.

## Produktion
I likhet med många andra seriestrippar ritas och skrivs Gustaf inte längre av sin ursprungliga skapare. Jim Davis företag Paws Inc har tecknare och manusförfattare som gör det mesta av arbetet, Davis godkänner och skriver under den färdiga seriestrippen. Davis använder sin mesta tid till att styra produktionen och göra reklam för Gustaf.
Serien skapas så att den inte på något sätt skall vara stötande för läsaren. Den undviker sådana sociala eller politiska kommentarer som många andra seriestrippar kan göra (till exempel Dilbert eller Doonesbury). Karaktärerna och situationerna har även varit konstanta utan ändringar eller utveckling de senaste åren.
En ganska ironisk sak med Jim Davis är att han inte har en enda katt. Hans fru är allergisk mot katter. Däremot hade Davis familj en massa katter som husdjur då han växte upp.

## Rollfigurer
- Gustaf: tjock orange katt med tydliga svarta ränder och attityd i personligheten. Han hatar måndagar (om det inte är hans födelsedag), älskar att äta och sova, titta på TV och retas med Jon och Ådi. Hans favoritmaträtt är lasagne, men han hatar russin och spenat. Gustaf äter inte möss. Hans födelsedag uppmärksammas på olika sätt i serien varje år.

- Ådi: (eng. Odie) är en omtyckt men ganska korkad hund med gul päls och bruna öron, som karaktäriseras av sitt dräglande och sin stora tunga. Ådi är den enda figuren utan röst och har börjat gå på två ben oftare under senare tid. Han är en beagle i alla versioner utom i spelfilmerna där han är en tax. Figuren debuterade 8 augusti 1978.[4]

- Jonathan "Jon" Arbuckle: Gustaf och Ådis ägare. Han är inte speciellt cool, snarare nördig och tafatt och han träffar inte så mycket tjejer, fast han gärna vill. Han var (eller är möjligen fortfarande) serietecknare, men denna referens har inte funnits med i serien de senaste åren. Hans födelsedag är 28 juli.[5][6] Figuren debuterade 19 juni 1978.

- Arlene: (kallad Penelope i TV-serien Katten Gustaf) Gustafs flickvän. Deras relation är något spänd, eftersom Gustaf alltid sätter sig själv i första rummet, och det retar Arlene. Men hon är smart med vassa kommentarer om allting. Hon har rosa päls, väldigt lång hals och glugg mellan framtänderna. Figuren debuterade 17 december 1980.

- Nermal: Gustafs värsta fiende (vilket han inte vet om). Påminner alltid Gustaf om att han är den sötaste kissen i världen. Är för evigt kattunge. Dyker ofta upp innan Gustaf fyller år och får honom att känna sig gammal. Nermal är grå, har svarta ränder och ögonfransar. I TV-serien har han ovanligt ljus röst. Gustaf har för vana att skicka honom till Abu Dhabi. Figuren debuterade 3 september 1979.

- Irma: restaurangservitris på Jons och Gustafs favoritrestaurang. Hon är en väldigt udda kvinna, som ofta ställer till med mindre, men desto underligare upptåg. Serverar till exempel ibland väldigt konstig mat. Figuren debuterade 9 juni 1979.

- Liz: Gustafs veterinär som Jon är hopplöst förälskad i. Han går gärna dit med Gustaf av den enda anledningen att han hoppas få träffa Liz. Liz intresse för Jon varierar, ibland kan hon dejta honom men ibland visar hon inget intresse. Figuren debuterade 26 juni 1979.

- Doc Boy: Doc Boy är Jons bror, som Jon älskar att reta. Han bor hos sina och Jons föräldrar på landet. Figuren debuterade 17 maj 1983.

## Återkommande inslag
I seriestrippen finns det många återkommande inslag och här följer exempel på dessa.
- Gustafs födelsedag.
- Jon försöker få Gustaf att banta, vilket i regel inte brukar gå särskilt bra.
- Gustaf knuffar eller sparkar ner Ådi från ett bord eller någon annan möbel.
- Gustaf smäller ihjäl spindlar, oftast med en tidning.
- Jon tar med Gustaf till veterinären Liz, men oftast för att han själv vill träffa henne för att be om en dejt.
- Gustaf äter lasagne.

## Serietidningar
Den svenska serietidningen Gustaf gavs ut 1984. Ursprungligen publicerades den av Semic Press, men senare av Egmont helt tagit över utgivningen. Från början utkom tidningen en gång i månaden, men sedan år 2007 utkom endast 7 nummer om året. Tidningen innehöll 36 sidor serier, men ibland utökades sidantalet till 52. Serietidningen lades ner 2015.
Förr fanns det även bi-serier i tidningen, och många bi-serier har kommit och gått genom åren - däribland Orson, Snobben, Leopold och Nancy. Den sista tiden var tidningen dock varit helt fri från bi-serier vilket innebar att också sidantalet minskat.
Från 2012 till 2015 gavs det även ut en serietidning i USA.

## Gustaf på film och TV
- Serien blev en tecknad specialserie i amerikansk TV 1982 där skådespelaren Lorenzo Music fick göra den engelska rösten för katten Gustaf. Tolv specialprogram gjordes totalt samt TV-serien Katten Gustaf (originaltitel: Garfield and Friends) som skapades mellan 1988 och 1994. I den svenska dubbningen av serien gjordes Gustafs röst av Reine Brynolfsson.
- En fransk TV-serie Garfield et Cie som på engelska fick namnet The Garfield Show hade premiär på Cartoon Network år 2008. Denna serie är datoranimerad och rösterna görs inte av samma skådespelare som i den tidigare TV-serien. Svensk titel: Katten Gustaf
- År 2004 gjordes det en spelfilm med titeln Gustaf, där Gustafs svenska röst görs av Claes Malmberg (på engelska görs rösten av Bill Murray). I filmen är katten Gustaf datoranimerad medan de andra rollerna görs av riktiga människor och djur.
- År 2006 fick spelfilmen en uppföljare med titeln Gustaf 2, där Gustaf, Ådi och Jon åker till England av anledningen att Jon tänker fria till Liz. Samtidigt blir Gustaf förväxlad med en kunglig katt.
- År 2007 gjordes en helt datoranimerad film med titeln Gustaf livs levande, som dock inte har någon förankring till de två tidigare långfilmerna. Filmen fick två uppföljare, men ingen av dessa har dubbats till svenska.
- 1 november 2021 meddelades att Chris Pratt kommer att göra rösten till figuren i den datoranimerade filmen Katten Gustaf – Filmen, producerad av DNEG.[8]

## Datorspel
Det finns många datorspel baserade på seriefiguren. Bland dem finns Garfield: Big Fat Hairy Deal till hemdatorer, Garfield: Winter's Tail till hemdatorer, Garfield: Caught in the Act till Windows och Mega Drive, Garfield Labyrinth till Game Boy, Garfield and His Nine Lives till Game Boy Advance, Garfield's Nightmare till Nintendo DS, Garfield: A Tail of Two Kitties till Playstation 2 och Nintendo DS och Garfield: Lasagna World Tour till Playstation 2.